# Heliconius roraima
Heliconius roraima är en fjärilsart som beskrevs av Turner 1966. Heliconius roraima ingår i släktet Heliconius och familjen praktfjärilar. Inga underarter finns listade i Catalogue of Life.